# Pierre Porte
Pierre Porte é um compositor, condutor e pianista francês.

## Álbuns
- 1980 - Hymne Des Championnats Du Monde
- 1981 - Magic
- 1981 - Variances
- 1982 - Climat 4
- 1983 - Memories of Love
- 1984 - Comprends Moi
- 1984 - Mon Piano Romantique
- 1985 - Electric Ice
- 1986 - Freurs Coupees
- 1987 - Le Piano est Mon Orchestre
- 1988 - Des Millions de Roses
- 1988 - Bal du Moulin Rouge
- 1990 - Sonate au Clair de Lune
- 1990 - Roman
- 1992 - Piano Forte
- 1993 - Generation
- 1995 - Emergence
- 1998 - Coeurs à Cordes
- 2016 - Crier la Vie avec Swann Ferret

Compôs trilhas sonoras e discos para filmes e séries:
- 1975 - Docteur Justice
- 1975 - Monsieur Klein
- 1976 - La Vie Parisienne
- 1976 - La Chartreuse de Parme
- 1976 - Une Femme Fidèle
- 1977 - Moulins à Vendre
- 1977 - Esprit de Suite
- 1982 - G. Men 75
- 1982 - Friday Night Fantasy
- 1984 - Avec Plaisir
- 1983 - Le Passager
- 1986 - Bleu comme l'Enfer
- 1989 - Triplé Gagnant
- 1991 - Softwar
- 1991 - Van Loc
- 1992 - Fils d'un Autre
- 1992 - Secret de Famille
- 1993 - La Grenade
- 1993 - La Voyageuse du Soir
- 1993 - La Vengeance
- 1994 - Baldipata
- 1994 - L'Affaire Da Costa
- 1995 - Victoire aux Poings
- 1995 - Une Enfant de Trop
- 1996 - La Cassure
- 1997 - Sans Cérémonie